# Tribuna do Norte (Paraná)
Tribuna do Norte é um jornal diário, sediado em Apucarana e é considerado um dos maiores jornais do Paraná. Faz parte do Grupo Tribuna de Comunicação.
É um dos 3 jornais diários do Paraná auditados pelo IVC com circulação paga, o mesmo que audita os principais jornais do Brasil. O jornal noticia pautas principalmente da região do Vale do Ivaí.

## História
Foi fundado em formato tabloide em 3 de março de 1991, com a fusão dos jornais Tribuna da Cidade (1971-1991) e Jornal do Norte (1985-1991), ambos sediados em Apucarana.
Ao longo da sua existência, a Tribuna do Norte liderou algumas conquistas importantes para Apucarana, como o Centro Moda (hoje UTFPR), duplicação do trecho Apucarana - Arapongas, Colégio Estadual Três Reis, construção do novo Fórum, implantação da 2ª Vara Criminal e a criação da região Metropolitana de Apucarana.

## Estrutura
Com uma sede moderna e bem planejada com mais de 7 mil m² de área construída, a Tribuna do Norte está instalada na BR-369,  entre os municípios de Apucarana e Arapongas.
O jornal é impresso na Grafinorte, uma das maiores gráficas do Paraná e uma das mais modernas do Brasil, a qual é pertencente ao grupo empresarial. Possui circulação diária, com exceção as segundas-feiras. O impresso circula em Apucarana e nas maiores cidades do Paraná, como Londrina, Arapongas e Curitiba, além de muitos municípios da região norte do Paraná, chegando a aproximadamente 40 cidades, com tiragem de 10.000 exemplares/dia. As publicações em formato standard possuem destaques fotográficos e infográficos, com textos com no máximo 2.000 caracteres.

## TNOnline

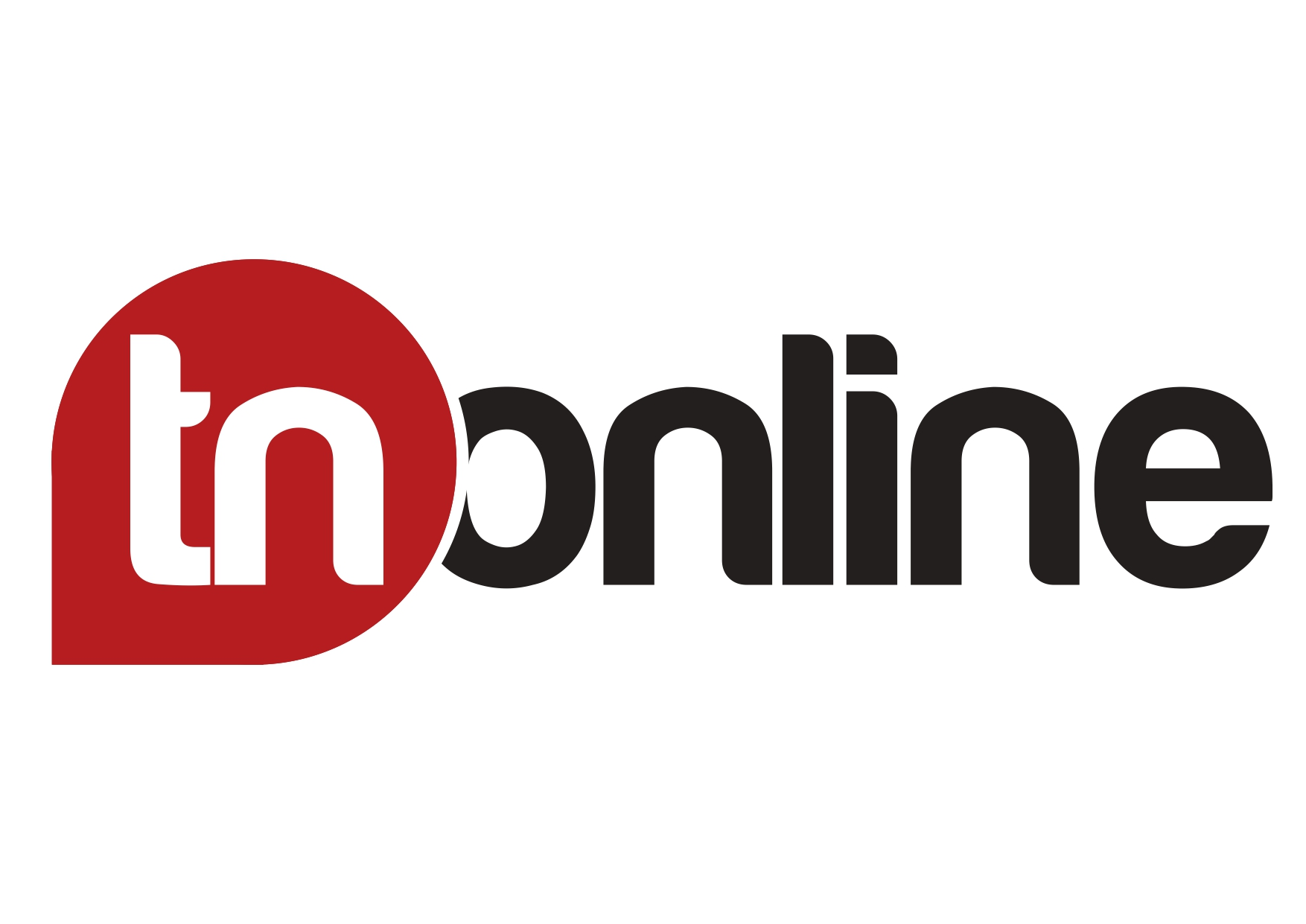

O TNOnline, site pertencente ao jornal Tribuna do Norte, é um dos maiores portais de notícias da região, com foco na produção de conteúdo do norte do Paraná. O portal de notícias TNOnline é um dos oito parceiros em todo o Brasil do maior portal de informação da América Latina, o Universo Online (UOL).
Em 2020 o TNOnline foi um dos veículos de comunicação selecionados pelo Google, entre mais de 5.300 portais de todo o mundo, para receber investimentos do Fundo Global de Jornalismo.